# Ippa insolens
Ippa insolens är en fjärilsart som beskrevs av Edward Meyrick 1914. Ippa insolens ingår i släktet Ippa och familjen äkta malar.
Artens utbredningsområde är Taiwan. Inga underarter finns listade i Catalogue of Life.